# Piruleta de pastís
Una piruleta de pastís o piruleta de pa de passic (anglès: pop cake o cake pop) és un brioix o pastisset amb un pal a manera de piruleta. Sempre duu xocolata. Els popcakes han anant augmentat la seva popularitat des del 2009 gràcies a un llibre anomenat “Cake pop” que va aparèixer a la llista de més venuts del New York Times.
Els popcakes són l'última tendència americana en postres per a qualsevol tipus de celebracions que a poc a poc està guanyant lloc a la resta del món. La seva major propulsora fou Angie Dudley, també coneguda com a Bakerella. S'ha convertit en la millor manera de presentar la porció perfecta per substituir el pastís tradicional i donar un toc de creativitat a la decoració de qualsevol celebració.